# Dongfeng Fengguang Mini EV
Ne doit pas être confondu avec Wuling Hongguang Mini EV.
 (janvier 2022).
La Dongfeng Fengguang Mini EV est une mini-citadine 100 % électrique présentée en décembre 2021 par le constructeur d'État chinois Dongfeng. Cette automobile sera réservée au marché chinois,.

## Présentation
Face au succès récent des petites voitures électriques du segment A en Chine, notamment avec la Wuling Hongguang Mini EV, Dongfeng a décidé de lancer sa propre voiture appartenant à cette catégorie. C'est d'ailleurs ce modèle répandu en Chine qui a inspiré le nom de la mini-citadine de Dongfeng : Fengguang Mini EV. D'apparence cubique, cette petite citadine réservée au marché chinois possède également de petites roues, avec des jantes de 12 pouces.
Les tarifs de la Mini EV n'ont pas encore été officiellement communiqués. 

## Caractéristiques techniques
Uniquement disponible en électrique, la Mini EV propose une motorisation développant 34 ch. 
L'autonomie attendue varie entre 100 et 200 km, selon les versions. Toutefois, le constructeur Dongfeng n'a pas encore officiellement communiqué ni les données de capacité de batterie, ni l'autonomie.
La Fengguang Mini EV a des dimensions très compactes : 2 995 mm de longueur, 1 495 mm de largeur et 1 640 mm de hauteur. Son empattement, quant à lui, reste sous la barre des 2 000 mm (1 960 mm précisément). Cette automobile dispose de 4 places.